# 利普尼基 (普斯托梅特區)
49°42′56″N 24°0′6″E / 49.71556°N 24.00167°E

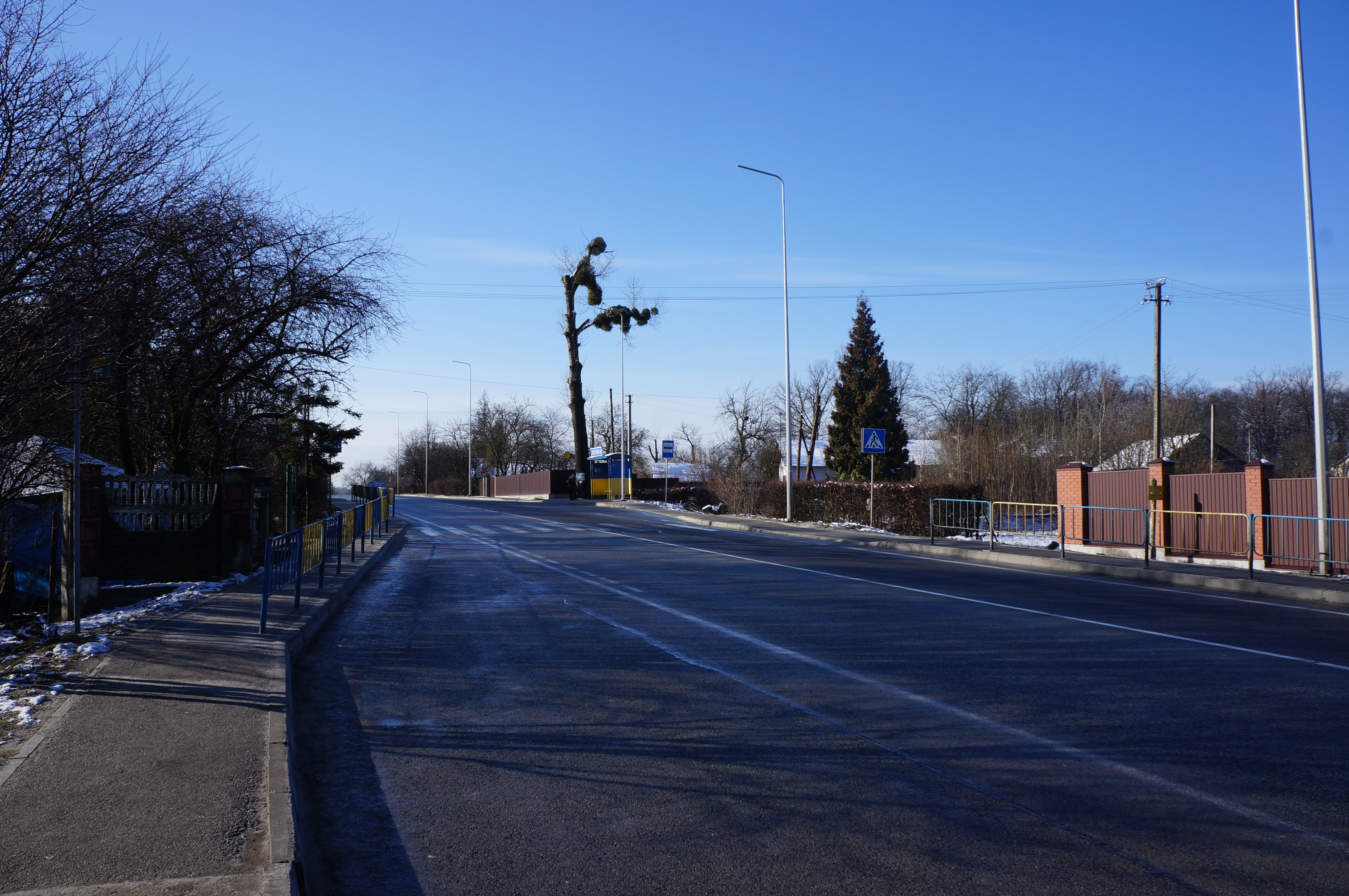

利普尼基（烏克蘭語：Липники），是烏克蘭西部的村莊，隸屬利維夫州的利維夫區。該村始建於1880年，面積1.47平方公里，海拔高度353米，2001年人口419，人口密度每平方公里284.84人。